# Stazione di Hudajužna
La stazione di Hudajužna (in italiano tra il 1923 e il 1947 Stazione di Oblocca-Iusina) è una fermata ferroviaria posta sulla linea Jesenice-Trieste (Transalpina). Serve il centro abitato di Hudajužna, frazione del comune di Tolmino.

## Storia
La fermata venne attivata nel 1906 come parte della linea Jesenice-Trieste con il nome di "Hudajužna".
Dopo la prima guerra mondiale, con l'annessione della Venezia Giulia al Regno d'Italia, la linea passò sotto l'amministrazione delle Ferrovie dello Stato, che italianizzarono il nome dell'impianto in "Udaiusna", e poi definitivamente nel 1923 in "Oblocca-Iusina".
Dopo la seconda guerra mondiale il territorio venne annesso alla Jugoslavia e riprese il nome "Hudajužna".
Dal 1991 appartiene alla rete slovena (Slovenske železnice).